# ATV高清頻道
aTV9高清頻道（簡稱aTV9，英語：aTV HDTV）是香港亞洲電視的一條以高清格式播放的數碼電視頻道，2007年12月31日晚19:00开播。该频道仅在晚上20:00-22:00/19:00-22:00（星期六、日）播出。
由於亚視獲得的廣播頻譜容量所限，名義上屬高清廣播的本頻道只會在每晚黃金時間播放2至3小時；本頻道播放期間，動感資訊、魅力資訊和文化資訊頻道將暫停廣播。
而在本频道暫停廣播期間，會同屏显示新聞財經、動感資訊、魅力資訊和文化資訊四條標清頻道的即時畫面（當中以新聞財經頻道的畫面較大），右方則以文字顯示即時新聞簡訊。2008亞洲小姐競選候選佳麗資料亦安排於本頻道收台時間播放。
另外相信是要遷就香港賽馬會賽馬日於動感資訊頻道播放賽馬節目，因此高清頻道在星期三晚上通常都不會廣播。

## 北京奧運播放安排
2008北京奧運舉行期間，本頻道短期易名為高清奧運19台，並於每晚深夜12時至2時提供高清精選賽事重温。同樣地，在本頻道播放期間，奧運13台、奧運14台及奧運15台會暫停廣播。
8月13日起，本頻道在收台後會設置小畫面播放奧運13台的畫面，及後更增設本港台、奧運14台及15台的小畫面，以便觀眾選台欣賞賽事。同時，亦會以走馬燈顯示各頻道賽事直播時間表以及獎牌榜。

## 全日高清廣播
由於配合亞洲電視數碼頻道重組，2009年4月1日，亞洲電視高清頻道被24小時廣播的亞洲高清台（HD aTV）所取代。

## 電視節目

### 劇集

#### 2009年
- 101次求婚（完）
- 俠侶探案（完）

#### 2008年
- 十六不搭喜趣來（完）
- 外科醫生奉達喜（完）
- 師奶真抵錫（完）
- 我愛醜八怪（完）
- 追趕江南媽媽（完）
- 朱蒙（完）
- 葡萄園裡的那男人（完）
- 火蝴蝶（完）

### 自製節目
- 香港味道（完）
- 街頭醫生（完）
- 電視風雲50年（完）
- 樂壇風雲50年
- 同飲一江水
- 2007亞洲小姐競選總決賽（重播）

### 外購節目
- 西藏佛教藝術（完）
- 獵煞（完）
- 秘史（完）
- 世界藝術博覽
- 大自然奇趣
- 潮遊玩地
- 名廚
- 雲遊青藏鐵路
- 生命8玲瓏
- 奇幻魔術之旅
- 高清大電影
- 冰火王國
- 神奇巧克力
- 大都會藝術博物館
- 窮兇極惡
- 眈眈視虎（完）
- 非常禽獸

### 賽馬節目
亞視於2008年12月13日在高清頻道播放首個高清製作的賽馬節目《國際賽晨操高清睇》，稱會於2009年計劃將賽馬直播節目提升至高清畫質，惟该安排自2009重组频道后取消。
- 國際賽晨操高清睇

### 其他
- 第十四屆十大電視廣告頒獎典禮（與本港台同步現場直播）
- 2008MTV電影頒獎禮（與國際台同步）
- 2008亞洲小姐競選總決賽：艷光愛地球上篇、下篇（與本港台同步）

### 北京奧運相關節目
- 第二十九屆奧林匹克運動會開幕式（19:00與本港台同步現場直播）
- 為中國加油（午夜與本港台同步播放）
- 第二十九屆奧林匹克運動會閉幕式（19:00與本港台《北京盛事閉幕式》同步現場直播）
- 為英雄喝采 - 北京殘奧會開幕式（與本港台同步現場直播）
- 為英雄喝采 - 北京殘奧會閉幕式（與本港台同步現場直播）